# Прокурорът, защитникът, бащата и неговият син
„Прокурорът, защитникът, бащата и неговият син“ е български игрален филм копродукция с Швеция и Холандия, (драма) от 2015 година. Режисьор и сценарист е Иглика Трифонова. Оператор е Рали Ралчев. Музиката във филма е композирана от Теодосий Спасов.
По действителен случай, проект от „София Мийтингс“ 2011. Тематично продължение на филма „Разследване“ (2006 г.).
Филмът е заснет в Босна и Херцеговина, Холандия (Амстердам и Хага) и Швеция (Малмьо и с декор на Хагския трибунал в студиото в Истад).

## Сюжет
В центъра на сюжета е процес срещу сръбски военнопрестъпник в Международния наказателен трибунал за бивша Югославия, в който адвокатът на обвиняемия успява да докаже, че ключов свидетел на обвинението е лъжесвидетелствал, след като организира очна ставка с отдавна изгубения му баща.

## Състав
- Роман Боранже – Катрин Лагранж, главен прокурор на Международния Трибунал
- Самуел Фрьолер – адвокатът Михаил Фин, шведски юрист
- Ованес Торосян – Деян – Миро
- Красимир Доков – Милорад Крстич
- Лабина Митевска – майката на Деян
- Нермина Лукач – Ясна
- Изудин Байрович – бащата на Деян
- Крийн тер Браак – съдията
- Марсел Фабер – журналист в ресторанта
- Зане Вогел
- Франк Ламерс
- Аднан Омерович – младият свидетел
- Енвер Хасич – свидетел
- Николина Баскарат – свидетелка
- Александър Трифонов
- Миря Турестед Пи Ар на Трибунала
- Бети Шурман
- Лиза Ромее
- Рихард Серуваги – третия съдия
- Сузана Сантрач
- Патрик Карлсон
- Игор Скварица
- Ервин Боцолини – цивилен охранител 1
- Миодраг Стоянович – стария журналист

## Награди
- Наградата ScriptEast на името на Кшищоф Кешловски (филмовият проект тогава се казва „Лъжесвидетелят“), (Кан, Франция, 2011).
- Първа награда на Община Попово на оператора Рали Ралчев на VІІІ Национален фестивал за операторско майсторство „Златното око“, (Попово, 2016).
- Награда на Българската филмова академия за режисура, (2016).
- Награда на Българската филмова академия за поддържаща мъжка роля на Ованес Торосян (2016).
- Награда на Българската филмова академия за операторско майсторство, (2016).
- Награда на Българската филмова академия за монтаж, (2016).
- Награда на Българската филмова академия за музика, (2016).
- Голямата награда на Международния фестивал на мотивационното кино в (Ростов на Дон, Русия, 2016).